# 中國最後一個太監
《中國最後一個太監》是1988年上映的一部香港電影，由張之亮執導，莫少聰、溫碧霞主演，改编自清朝最後一個太监──孙耀庭之半自传体小说。電影以一个大时代的变革为背景描写了一个小人物卑贱凄苦的一生，来喜的坎坷遭遇反映了近代许多国人的无知与悲哀，让观众无限感慨。本片入圍第24屆金馬獎及第8屆香港電影金像獎共五項提名。

## 劇情大綱
清末民亂兵變，劉來喜（莫少聰 飾）眼羨小德張回鄉時之風光，便要父母替其淨身。不久，清朝滅亡，劉來喜當太監不成，遂被送往京城學戲。其後偶遇招弟（溫碧霞 飾），有意過正常的家庭生活，但身份揭露後未能如願。戲班班主同情劉來喜的身世，設法安排他入宮做中國最後一個太監。1924年，宣統帝被逐出紫禁城，劉來喜亦開始他的漂泊生涯……

## 演員表
| 演員   | 角色                                     |
| 莫少聰 | 劉來喜，太監（粵語配音：鄧榮銾）         |
| 溫碧霞 | 招弟，來喜的青梅竹馬（粵語配音：沈小蘭） |
| 林正英 | 來喜父親，佃農 （粵語配音：朱子聰）      |
| 歸亞蕾 | 來喜母親                                 |
| 洪金寶 | 戲班班主（粵語配音：盧雄）               |
| 王小鳳 | 紅姐，青樓女子（粵語配音：盧素娟）       |
| 田俊   | 軍閥                                     |
| 劉德華 | 漢民，招弟之夫/革命黨人                  |
| 午馬   | 丁公公，太監（粵語配音：金貴）           |
| 郎雄   | 地主                                     |
| 文隽   | 李公公，太監                             |
| 張堅庭 | 歸鄉鄉民                                 |
| 陳友   | 日本使館人員                             |
| 焦恩俊 | 軍閥副官（粵語配音：馮永和）             |

## 電影歌曲

### 主題曲
| 歌名     | 演唱者 | 作曲   | 填詞   |
| 〈錯覺〉 | 劉德華 | 顧嘉煇 | 鄭國江 |

## 獎項
| 年份 | 頒獎典禮            | 獎項       | 名單   | 結果 |
| ---- | ------------------- | ---------- | ------ | ---- |
| 1987 | 第24屆金馬獎        | 最佳男主角 | 莫少聰 | 提名 |
| 1989 | 第8屆香港電影金像獎 | 最佳導演   | 張之亮 | 提名 |
| 1989 | 第8屆香港電影金像獎 | 最佳編劇   | 方令正 | 提名 |
| 1989 | 第8屆香港電影金像獎 | 最佳男配角 | 午馬   | 提名 |
| 1989 | 第8屆香港電影金像獎 | 最佳男主角 | 莫少聰 | 提名 |

## 外部連結
- 香港影庫上《中國最後一個太監》的資料（繁體中文）
- 開眼電影網上《中國最後一個太監》的資料（繁體中文）
- 豆瓣电影上《中國最後一個太監》的資料 （简体中文）
- 时光网上《中國最後一個太監》的資料（简体中文）
- AllMovie上《中國最後一個太監》的资料（英文）
- 爛番茄上《中國最後一個太監》的資料（英文）
- 互联网电影数据库（IMDb）上《中國最後一個太監》的资料（英文）